# Мусави, Эмин Габиль оглы
 Эмин Габиль оглы Мусави (азерб. Emin Qabil oğlu Musavi; род. 29 сентября 1976, Баку, Азербайджан, СССР) — азербайджанский журналист, известный теле и радиоведущий, директор радиостанции ASAN Radio.. Заслуженный журналист Азербайджана (2022).

## Биография
Эмин Габиль оглы Мусави, родился 29 сентября 1976 года в городе Баку.
Среднее образование получил в общеобразовательной школе № 46.
В 1994—2000 годах учился в Азербайджанском медицинском университете на факультете «Педиатрия», по окончании которого овладел специальностью психиатра. Кроме того, окончил Бакинский институт социального управления и политологии по специальности «Политология».
В 1997—1999 годы был ведущим на радио ANS ÇM.
В 1999—2000 годы занимал пост директора на радио 106 FM.
В 2000—2002 годах служил в рядах Вооруженных сил Азербайджанской Республики.
В 2003—2004 годах работал ведущим на телеканале «Space», 2004—2012 годы был директором радио «Азад Азербайджан» (106.3 FM) и параллельно вел передачи. Наряду с этим, выступал в качестве ведущего и автора программ на телеканале «Азад Азербайджан».
В 2010—2015 годах работал в Посольстве Латвии консультантом по связям со СМИ (на общественных основах). В сферу его деятельности входили съемки фильмов ознакомительного характера для зарубежных стран, а также их трансляция на зарубежных каналах.
В рамках телевизионных проектов он подготовил интервью с ведущими политиками мира — президентом Израиля Шимоном Пересом, президентами Латвии, Эстонии, Аргентины, официальными лицами, парламентариями Германии, а также с известными звездами эстрады Лаймой Вайкуле, Вахтангом Кикабидзе, Раймондом Паулсом, Поладом Бюльбюльоглу и другими популярными личностями.
С 2015 года занимает пост директора ASAN Radio.
В 2019 году в рамках Восточной программы «EU NEİGHBOURS» посетил Хельсинки и Таллин, а также дважды США, где подготовил специальные аудио и видео выпуски.
В рамках программы «IVLP» участвовал в обмене опытом на радиостанциях различных штатов Америки. Был продюсером программ «Hello, Amerika!» и «Avropadasan» («Ты из Европы»).
В 2021 году участвовал в семинарах на тему «На пути к реформам в области медиа», которые проводились при совместной организации Агентства развития медиа Азербайджанской Республики и Программ по усовершенствованию Университета ADA.
Женат, имеет двоих детей.

## Награды
- 27 декабря 2018 года Распоряжением Президента Азербайджанской республики о награждении сотрудников Государственного агентства по оказанию услуг гражданам и социальным инновациям при Президенте Азербайджанской Республики, по случаю профессионального праздника работников «ASAN xidmət» и за плодотворную деятельность в усовершенствовании оказания государственных услуг был награжден медалью «Терегги»[10].
- Заслуженный журналист Азербайджана (27 декабря 2022 года) — за плодотворную деятельность в области журналистики[11].